# Plăieșii de Jos
Plăieșii de Jos (en hongrois : Kászonaltiz) est une commune roumaine du județ de Harghita, dans Pays sicule (aire ethno-culturel et linguistique), dans la région historique de Transylvanie. Elle est composée des cinq villages suivants:
- Cașinu Nou (Kászonújfálu)
- Iacobeni (Kászonjakabfalva)
- Imper (Kászonimpér)
- Plăieșii de Jos, siège de la commune
- Plăieșii de Sus (Kászonfeltiz)

## Démographie
Lors du recensement de 2011, 90,99 % de la population se déclarent hongrois, 1,38 % comme roms et 6,13 % comme roumains (1,48 % ne déclarent pas s'appartenance ethnique).

## Politique
| Parti | Parti                                           | Sièges |
| ----- | ----------------------------------------------- | ------ |
|       | Union démocrate magyare de Roumanie (UDMR)      | 9      |
|       | Parti populaire hongrois de Transylvanie (PPMT) | 2      |

## Monuments et lieux touristiques
- Église romaine-catholique du village de Plăieșii de Jos (construite au (XVe siècle), monument historique[3]
- Église orthodoxe du village de Imper, construit en 1889
- Maison Váncsa M. Éva, Plăieșii de Jos (construite au 1901), monument historique
- Porte sicule in Plăieșii de Jos (construite en 1886), monument historique
- Manoir Balászi, Plăieșii de Jos (construite au (XIXe siècle), monument historique
- Réserve naturelle Tinovul "Kicsi Romlásmezö", Plăieșii de Jos (aire protégée avec une superficie de 15 ha.)[4]

## Relations internationales
- Puplinge (Suisse)
- Abasár (Hongrie)
- Ásotthalom (Hongrie)
- Abacseke (Hongrie)
- Szajol (Hongrie)
- Csákvár (Hongrie)
- Lepsény (Hongrie)